# Valga kommun
Valga kommun (estniska: Valga vald) är en kommun i landskapet  Valgamaa i södra Estland. Staden Valga utgör kommunens centralort.
Kommunen bildades den 22 oktober 2017 genom en sammanslagning av staden Valga och de fyra landskommunerna Karula, Taheva, Tõlliste och Õru.

## Orter
I Valga kommun finns en stad, tre småköpingar samt 48 byar.

### Städer
- Valga (centralort)

### Småköpingar
- Laatre
- Tsirguliina
- Õru

### Byar
- Hargla
- Iigaste
- Jaanikese
- Kaagjärve
- Kalliküla
- Karula
- Killinge
- Kirbu
- Kiviküla
- Koikküla
- Koiva
- Koobassaare
- Korijärve
- Korkuna
- Käärikmäe
- Laanemetsa
- Lepa
- Londi
- Lota
- Lusti
- Lutsu
- Lüllemäe
- Muhkva
- Mustumetsa
- Paju
- Pikkjärve
- Priipalu
- Pugritsa
- Raavitsa
- Rampe
- Rebasemõisa
- Ringiste
- Sooblase
- Sooru
- Supa
- Tagula
- Taheva
- Tinu
- Tsirgumäe
- Tõlliste
- Tõrvase
- Uniküla
- Valtina
- Vilaski
- Väheru
- Väljaküla
- Õlatu
- Õruste